# Unteres Enns- und Steyrtal

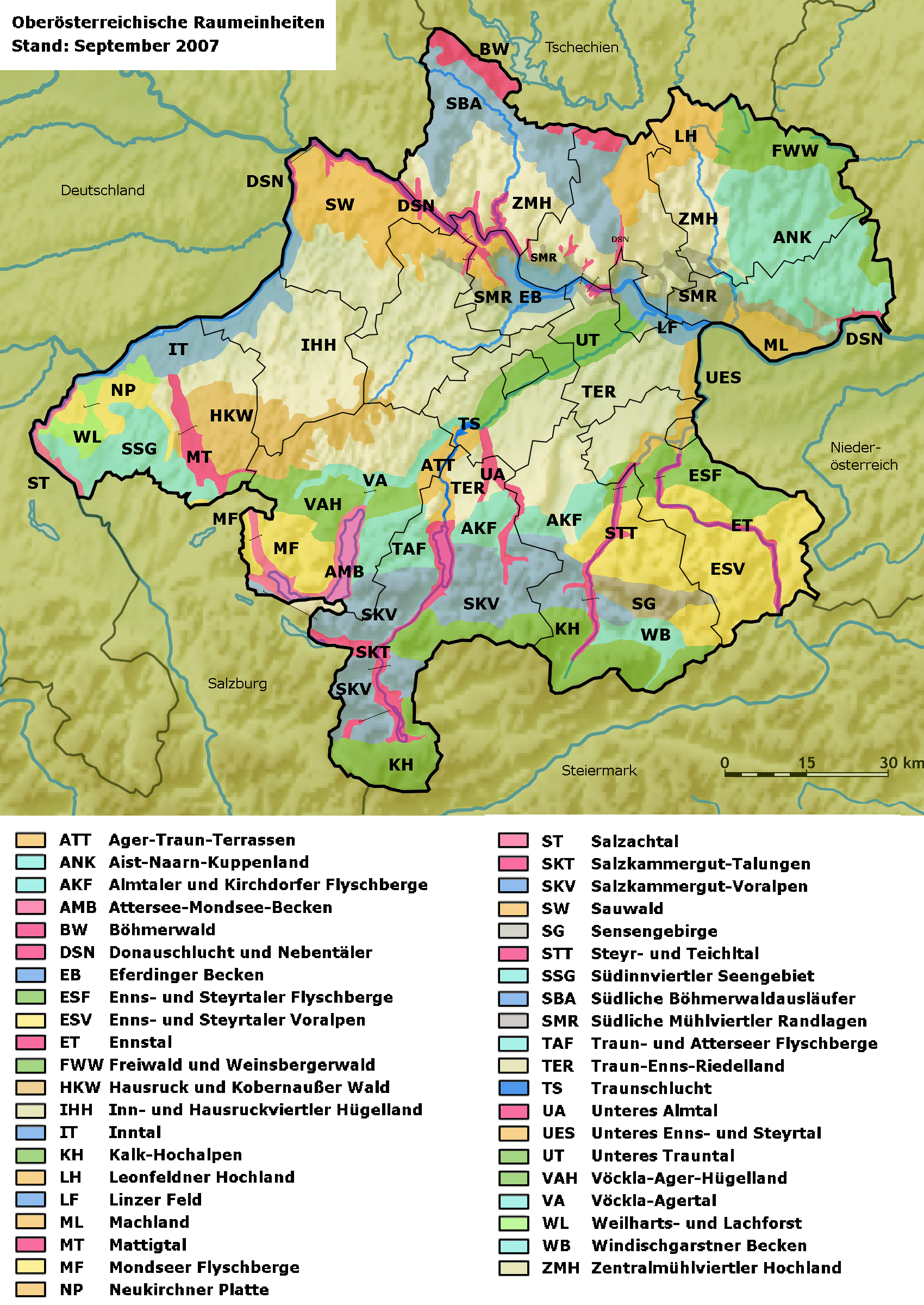
Alle OÖ Raumeinheiten

Das Untere Enns- und Steyrtal ist eine von 41 Oberösterreichischen Raumeinheiten und liegt im Traunviertel.

## Lage
Die Raumeinheit liegt den Bezirken Linz-Land, Steyr und Steyr-Land.
Die Fläche der Raumeinheit beträgt rund 85 km². Das untere Enns- und Steyrtal erstreckt sich über eine Länge von 24 km und hat eine Breite zwischen 1 und 4 km. Der tiefste Bereich liegt bei rund 245 m ü. A. bei der Enns-Mündung. Die höchste Erhebung des Gebiets ist im Steyrtal bei Waldneukirchen mit rund 335 m ü. A.
Folgende Gemeindegebiete liegen größtenteils im Unteren Enns- und Steyrtal (alphabetisch geordnet): Dietach, Enns, Hargelsberg, Kronstorf und Steyr.
Die Raumeinheit ist von folgenden OÖ Raumeinheiten umgeben (Im Uhrzeigersinn, beginnend im Norden): Linzer Feld, Enns- und Steyrtaler Flyschberge, Ennstal, Steyr- und Teichltal und Traun-Enns-Riedelland.
Das untere Enns- und Steyrtal ist in vier Untereinheiten gegliedert:
- Die Flusslandschaft der Enns und Steyr
- Die Niederterrasse mit dörflichen Siedlungen
- Die landwirtschaftlich genutzte Hochterrasse
- Die dicht-besiedelten Gebiete (Städte)

## Charakteristik
- Die Raumeinheit ist eine mehrstufige Terrassenlandschaft zwischen 250 und 300 m Seehöhe.
- Das Steyrtal weist eine starke Dynamik auf, bei der sich regelmäßig das Flussbett verlagert. Teilweise sind Konglomerat-Steilwände zu finden.
- Das Ennstal hat viele Kraftwerke. Die Stauseen weisen einen Vogelreichtum auf.
- Der Auwald-Bereich ist unvollständig und vorwiegend findet man Eschen und Pappeln. Angrenzend an den Auwald existiert Ackerbau.
- Die ebene Niederterrasse wird überwiegend landwirtschaftlich (Ackerbau) genutzt. Es gibt naturnahe Reststrukturen und trockene Heidewälder. Vorherrschend sind Hainbuche, Buche und Esche, Fichten sind seltener zu finden. Hier verlaufen die Hauptverkehrswege (Steyrer Straße und Rudolfsbahn) und es herrscht teilweise eine dichte Besiedlung (Steyr, Enns).
- Die Hochterrassen werden landwirtschaftlich genutzt und sind strukturarm. Auf dem Löss-Boden ist Ackerbau vorherrschend. Vierkanthöfe mit Obstbaumwiesen dominieren das Bild. Die kleinen Wälder (Fichten und Eschen) und der Halbtrockenrasen vervollständigen das Bild.
- Niederschläge sind nach Norden hin abnehmend. Das Gebiet ist als Nebelzone bekannt.